# Ярошевский, Платон Иванович
Платон Иванович Ярошевский (1810—1852) — русский медик и педагог; адъюнкт-профессор ИМХА, доктор медицины.

## Биография
Платон Ярошевский родился в 1810 году. В 1829 году он поступил казеннокоштным воспитанником в Императорскую медико-хирургическую академию Санкт-Петербурга, где окончил курс медицинских и ветеринарных наук в 1833 году с серебряной медалью и признан был лекарем 1-го отделения по обеим частям. В том же году он был определён ординатором в 2-й военно-сухопутный госпиталь и назначен и. д. адъюнкт-профессора ботаники, зоологии и минералогии.
В 1835 году П. И. Ярошевский получил звание медика-хирурга и в 1839 году участвовал с профессором Эйхвальдом в геогностическом исследовании берегов Эстляндии и островов Финского залива.
Сдав в 1845 году экзамен на доктора медицины и получив назначение исполняющего должность адъюнкт-профессора кафедры судебной медицины, медицинской полиции и гигиены, он в 1848 году защитил диссертацию «Helmitorum corporis humani characteres naturalis sistens» и получил звание доктора медицины. По прочтении в 1850 году двух лекций: «Об отравлении сулемой» и «О спиртных веществах в гигиеническом отношении» Ярошевский был утвержден адъюнкт-профессором. С 1851 по 1852 год он преподавал в Императорской академии зоологию.
Платон Иванович Ярошевский умер 28 декабря (9 января 1853) 1852 года.